# Poznań Open
Poznań Open – męski turniej tenisowy rozgrywany w Poznaniu na kortach Parku Tenisowego Olimpia. Impreza zaliczana jest do cyklu ATP Challenger Tour. Dyrektorem turnieju jest Krzysztof Jordan. W 2025 roku turniej uzyskał rangę Challenger 100, a pula nagród wzrosła do 145 250 euro.
Turniej jest kontynuacją rozgrywanego w latach 1992–2000 challengera Polish Open. Od 2004 roku turniej nosił nazwę Porsche Open, w latach 2012–2022 Poznań Open, a od roku 2023 sponsorem tytularnym turnieju została Enea, przez co turniej otrzymał nazwę Enea Poznań Open.

## Mecze finałowe

### Gra pojedyncza
| Rok                                            | Mistrz                                       | Finalista                                    | Wynik                                        |
| 2025                                           | Filip Misolic                                | Dalibor Svrčina                              | 6:2, 6:0                                     |
| 2024                                           | Maks Kaśnikowski                             | Camilo Ugo Carabelli                         | 3:6, 6:4, 6:3                                |
| 2023                                           | Mariano Navone                               | Marcelo Tomás Barrios Vera                   | 7:5, 6:3                                     |
| 2022                                           | Arthur Rinderknech                           | Marcelo Tomás Barrios Vera                   | 6:3, 7:6(2)                                  |
| 2021                                           | Bernabé Zapata Miralles                      | Jiří Lehečka                                 | 6:3, 6:2                                     |
| 2020                                           | Turniej anulowano z powodu pandemii COVID-19 | Turniej anulowano z powodu pandemii COVID-19 | Turniej anulowano z powodu pandemii COVID-19 |
| 2019                                           | Tommy Robredo                                | Rudolf Molleker                              | 5:7, 6:4, 6:1                                |
| 2018                                           | Hubert Hurkacz                               | Taro Daniel                                  | 6:1, 6:1                                     |
| 2017                                           | Aleksiej Watutin                             | Guido Andreozzi                              | 2:6, 7:6(10), 6:3                            |
| 2016                                           | Radu Albot                                   | Clément Geens                                | 6:2, 6:4                                     |
| 2015                                           | Pablo Carreño-Busta                          | Radu Albot                                   | 6:4, 6:4                                     |
| 2014                                           | David Goffin                                 | Blaž Rola                                    | 6:4, 6:2                                     |
| 2013                                           | Andreas Haider-Maurer                        | Damir Džumhur                                | 4:6, 6:1, 7:5                                |
| 2012                                           | Jerzy Janowicz                               | Jonathan Dasnières de Veigy                  | 6:3, 6:3                                     |
| 2011                                           | Rui Machado                                  | Jerzy Janowicz                               | 6:3, 6:3                                     |
| 2010                                           | Denis Gremelmayr                             | Andriej Kuzniecow                            | 6:1, 6:2                                     |
| 2009                                           | Peter Luczak                                 | Jurij Szczukin                               | 3:6, 7:6(4), 7:6(6)                          |
| 2008                                           | Nicolas Devilder                             | Björn Phau                                   | 7:5, 6:0                                     |
| 2007                                           | Raemon Sluiter                               | Júlio Silva                                  | 6:4, 6:3                                     |
| 2006                                           | Jan Hájek                                    | Ilija Bozoljac                               | 6:4, 6:3                                     |
| 2005                                           | Tejmuraz Gabaszwili                          | Adrián García                                | 6:4, 6:2                                     |
| 2004                                           | Tomáš Zíb                                    | Juan Pablo Brzezicki                         | 6:7(4), 7:6(3), 6:3                          |
| W latach 2001–2003 turniej nie był rozgrywany. |                                              |                                              |                                              |
| 2000                                           | Christophe Rochus                            | Adrian Voinea                                | 6:4, 3:6, 7:6(4)                             |
| 1999                                           | Galo Blanco                                  | Fredrik Jonsson                              | 6:4, 6:2                                     |
| 1998                                           | Christian Ruud                               | Martin Rodriguez                             | 1:6, 6:3, 6:3                                |
| 1997                                           | Jeff Tarango                                 | David Rikl                                   | 7:5, 6:3                                     |
| 1996                                           | Thierry Champion                             | Ion Moldovan                                 | 6:0, 6:3                                     |
| 1995                                           | Jordi Arrese                                 | Tomas Carbonell                              | 6:4, 6:2                                     |
| 1994                                           | Horst Skoff                                  | Christian Miniussi                           | 6:7, 6:3, 6:4                                |
| 1993                                           | Andrea Gaudenzi                              | Milen Velev                                  | 6:3, 3:6, 6:3                                |
| 1992                                           | Ctislav Doseděl                              | Daniel Vacek                                 | 6:4, 3:6, 7:6                                |

### Gra podwójna
| Rok                                            | Mistrzowie                                   | Finaliści                                    | Wynik                                        |
| 2025                                           | Sergio Martos Gornés Vijay Sundar Prashanth  | Alexandru Jecan Bogdan Pavel                 | 2:6, 7:5, 10-8                               |
| 2024                                           | Orlando Luz Marcelo Zormann                  | Jakob Schnaitter Mark Wallner                | 5:7, 6:2, 10–6                               |
| 2023                                           | Karol Drzewiecki Petr Nouza                  | Ariel Behar Adam Pavlásek                    | 7:6(2), 7:6(2)                               |
| 2022                                           | Hunter Reese Szymon Walków                   | Marek Gengel Adam Pavlásek                   | 1:6, 6:3, 10–6                               |
| 2021                                           | Zdeněk Kolář Jiří Lehečka                    | Karol Drzewiecki Aleksandar Vukic            | 6:4, 3:6, 10–5                               |
| 2020                                           | Turniej anulowano z powodu pandemii COVID-19 | Turniej anulowano z powodu pandemii COVID-19 | Turniej anulowano z powodu pandemii COVID-19 |
| 2019                                           | Andrea Vavassori David Vega Hernández        | Pedro Martínez Mark Vervoort                 | 6:4, 6:7(4), 10–6                            |
| 2018                                           | Mateusz Kowalczyk Szymon Walków              | Attila Balázs Andrea Vavassori               | 7:5, 6:7(8), 10–8                            |
| 2017                                           | Guido Andreozzi Jaume Munar                  | Tomasz Bednarek Gonçalo Oliveira             | 6:7(4), 6:3, 10–4                            |
| 2016                                           | Aleksandre Metreweli Peng Hsien-yin          | Mateusz Kowalczyk Kamil Majchrzak            | 6:4, 3:6, 10–8                               |
| 2015                                           | Michaił Jełgin Mateusz Kowalczyk             | Julio Peralta Matt Seeberger                 | 3:6, 6:3, 10–6                               |
| 2014                                           | Radu Albot Adam Pavlásek                     | Tomasz Bednarek Henri Kontinen               | 7:5, 2:6, 10–8                               |
| 2013                                           | Gero Kretschmer Alexander Satschko           | Henri Kontinen Mateusz Kowalczyk             | 6:3, 6:3                                     |
| 2012                                           | Rameez Junaid Simon Stadler                  | Adam Hubble Nima Roshan                      | 6:3, 6:4                                     |
| 2011                                           | Olivier Charroin Stéphane Robert             | Franco Ferreiro André Sá                     | 6:2, 6:3                                     |
| 2010                                           | Rui Machado Daniel Muñoz de la Nava          | James Cerretani Adil Shamasdin               | 6:2, 6:3                                     |
| 2009                                           | Sergio Roitman Alexandre Sidorenko           | Michael Kohlmann Rogier Wassen               | 6:4, 6:4                                     |
| 2008                                           | Johan Brunström Jean-Julien Rojer            | Santiago Giraldo Alberto Martín              | 4:6, 6:0, 10–6                               |
| 2007                                           | Marc López Santiago Ventura                  | Flavio Cipolla Ivo Klec                      | 6:2, 5:7, 10–3                               |
| 2006                                           | Tomasz Bednarek Michał Przysiężny            | Wasilis Mazarakis Jan Mertl                  | 6:3, 3:6, 10–8                               |
| 2005                                           | Łukasz Kubot Filip Urban                     | Adrián García Tomas Tenconi                  | 6:7(5), 6:3, 6:2                             |
| 2004                                           | Adam Chadaj Stéphane Robert                  | Tomáš Cibulec David Škoch                    | 3:6, 6:1, 6:2                                |
| W latach 2001–2003 turniej nie był rozgrywany. |                                              |                                              |                                              |
| 2000                                           | Petr Pála Pavel Vízner                       | Tomáš Cibulec Leoš Friedl                    | 6:3, 6:0                                     |
| 1999                                           | Massimo Ardinghi Davide Sanguinetti          | Hugo Armando Andriej Czerkasow               | 6:4, 6:4                                     |
| 1998                                           | Sebastián Prieto Martín Rodríguez            | Cristian Brandi Márcio Carlsson              | 6:3, 6:4                                     |
| 1997                                           | David Rikl Tomáš Anzari                      | Jordi Burillo László Markovits               | 6:3, 6:2                                     |
| 1996                                           | Cristian Brandi Filippo Messori              | Devin Bowen David Roditi                     | 6:3, 6:4                                     |
| 1995                                           | Bill Behrens Matt Lucena                     | Jeff Belloli Jack Waite                      | 7:5, 6:1                                     |
| 1994                                           | Martin Blackman Sergio Cortés                | João Cunha e Silva Emanuel Couto             | 6:7, 7:5, 7:5                                |
| 1993                                           | Michiel Schapers Daniel Vacek                | Cristian Brandi Federico Mordegan            | 6:7, 6:4, 7:6                                |
| 1992                                           | Tomasz Iwański Dick Norman                   | Sergio Cortés Vicente Solves                 | 4:6, 6:3, 6:2                                |